# 29 a. C.
El año 29 a. C. fue un año común comenzado en viernes o sábado o un año bisiesto comenzado en jueves, viernes o sábado (las fuentes difieren) del calendario juliano. También fue un año bisiesto comenzado en jueves del calendario juliano proléptico. En aquella época, era conocido como el Año del consulado de Octavio y Appuleius (o menos frecuentemente, año 725 Ab urbe condita).

## Acontecimientos
- 11 de enero: las puertas del Templo de Jano están cerradas en Roma. Comienzo de la Pax Romana.
- 1 de marzo: Horacio escribe la oda "Occidit Daci Cotisonis agmen".
- 16 de abril: inscripción del prefecto de Egipto Cayo Cornelio Galo en File; él toma posesión de Tebaida y pone al Rey de Kush bajo tutela. Parece que planea tomar el poder si es despedido: rehabilita la flota, fortifica la frontera con Nubia, fabrica armas.
- Cayo Julio César Octaviano se convierte en cónsul romano por quinta vez. Su compañero es Sexto Apuleyo. Se le concede el título de Imperator.
- Octaviano celebra en Roma tres triunfos en días consecutivos (13 de agosto, 14 de agosto y 15 de agosto) para conmemorar sus victorias en Ilírico, Accio y Egipto.
- Lucio Vario Rufo, representa "Thyestes", tragedia sobre la historia de Tiestes, en los juegos en celebración de la victoria de Octaviano en Accio, que le reportó un millón de sestercios del vencedor, y Quintiliano consideró equiparable a cualquier tragedia griega.
- 18 de agosto: Octaviano inaugura el templo de Divus Iulius en el foro y la nueva curia bautizada como Curia Julia.
- 28 de agosto: Octaviano inaugura el Altar de la Victoria.
- Marco Licinio Craso hace campaña exitosamente en los Balcanes, matando al rey de los Bastarnos con sus propias manos, pero se le niega el derecho de dedicar el spolia opima por Octaviano. Campañas en Tracia. Las victoriosas legiones romanas contra los Getas y los Dacios continúan hacia el norte hasta las orillas del Danubio. Conquista de Mesia.
- Sofía es conquistada por los romanos y se conoce como Ulpia Serdica.
- Entre el 31 a. C. y 27 a. C., Marco Valerio Mesala Corvino reprime una revuelta en Aquitania.
- Octaviano envía al legado Sentinius Saturninus para reconstruir Cartago bajo el nombre de Colonia Julia Carthago.
- Los pueblos cántabros, astures y galaicos atacan a los autrigones y turmódigos. Estos pueblos buscan ayuda de Roma, con la cual comienzan las Guerras Cántabras, que en diferentes etapas llegarán hasta el 19 a. C. en el Monte Medulio.
  - Campaña de Tito Estatilio Tauro, legado de Octaviano, contra los cántabros.[1]
- Fundación de León
- Virgilio completa su poema didáctico Geórgicas, que empezó a escribir en 37 a. C., y se lo dedica a su benefactor Cayo Mecenas. Luego comienza a trabajar en la Eneida.
- Las crónicas cingalesas Dipavamsa y Mahavamsa mencionan un concilio budista celebrado en Tambapanni, convocado por el Rey Vattagamani, con el objetivo de establecer el canon por escrito.
- Invasión tamil desde Pandia a Ceilán.
- Tirídates II, rey de Partia, huye a Siria. Fraates IV es nombrado rey.
- Suinin Tennō, es nombrado emperador del Japón.

## Nacimientos
- Pitodoris (Esmirna, 30 a. C. o 29 a. C. - Sinope, 38), reina y regente de los reinos del Ponto, del Bósforo y de Capadocia.

## Fallecimientos
- Mariamna I, princesa asmonea, segunda esposa del rey Herodes el grande.
- Adiatorix, príncipe de los gálatas.
- Alexandra, princesa asmonea.
- Alejandro Helios (40 a. C. - 29 a. C. o 25 a. C.), príncipe ptolemaico, el mayor de los hijos de Cleopatra y Marco Antonio, junto con su hermana melliza Cleopatra Selene II.